# Речки (Белопольский район)
Речки, устар. Речаны (укр. Річки) — село, Речковский сельский совет, Белопольский район, Сумская область, Украина.
Является административным центром Речковского сельского совета, в который, кроме того, входит село Баиха.
Население по данным 2025 годасоставляет 1125 человек.

## Географическое положение
Село Речки находится на реке Крыга в месте впадения в него ручья Крыга, а также на левом берегу реки Павловка.
выше по течению реки Крыга на расстоянии в 2,5 км расположено село Диброва (Сумский район),
ниже по течению на расстоянии в 3 км расположено село Марьяновка,
выше по течению ручья Крыга на расстоянии в 1 км расположено село Баиха,
на противоположном берегу реки Павловка — село Степановка.

## История
- Вблизи села Речки обнаружены курганы времени бронзы (II тыс. до н. э.)[2].
- Село основано в 1660-х годах[3].

Являлось центром Речанской волости Сумского уезда Харьковской губернии Российской империи.
9 апреля 1914 года в районе села упал метеорит-хондрит массой 13 кг.
В ходе Великой Отечественной войны в 1941—1943 гг. селение было оккупировано немецкими войсками.
Население по переписи 2001 года составляло 2126 человек.

## Экономика
- Молочно-товарная и птице-товарная фермы.
- «Речки», аргофирма, ООО.
- ООО «СААН-АГРО».

## Социальная инфраструктура

### Здравоохранение
- Больница.

### Образование
- Библиотека
- Школа.
- Дом культуры.

## Известные люди
- Супрун, Степан Павлович (1907—1941) — Дважды Герой Советского Союза, родился в селе Речки.
- Лавриненко, Николай Васильевич (1917—1997), советский военачальник, генерал-лейтенант, начальник войск Забайкальского и Западного пограничных округов КГБ СССР. Родился в крестьянской семье в селе Речки Белопольского района Сумской области Украины. В пограничных войсках НКВД — КГБ: с 31 октября 1935 г. Службу начал в 39-м Ленинаканском ПОГО УПВО НКВД Армянского округа: красноармеец учебного пункта, с 19 января 1936 г. — курсант школы младшего комсостава, с 7 октября 1936 г. — командир отделения 16-й погранзаставы. В ноябре 1937 г. был принят в Ново-Петергофское пограничное училище НКВД им. К. Е. Ворошилова. После его окончания в июне 1939 г. работал в НКВД Северо-Осетинской АССР, затем в октябре 1939 г. вернулся в погранвойска, служил в УПВ НКВД Украинского округа: заместитель начальника 24-й погранзаставы 25-го ПОГО, с 29 марта 1940 г. — младший помощник начальника разведотделения 25-го ПОГО, с сентября 1940 г. — старший помощник начальника разведотделения 79-го ПОГО того же округа. В этой должности встретил начало Великой Отечественной войны. В начале войны отряд занимался охраной тыла 6-й и 12-й армий Юго-Западного фронта. С декабря 1941 г. Н. В. Лавриненко — заместитель командира 2-го батальона 79-го погранполка по разведке. В боях под Харьковом в мае 1942 г. попал в окружение, был ранен. В мае — июле 1942 г. находился в госпитале на излечении. С 24 июля 1942 г. — начальник разведотделения 12-го погранполка войск НКВД по охране тыла Северо-Западного фронта, с 25 марта 1943 г. старший помощник начальника разведотдела войск НКВД по охране тыла Северо-Западного фронта, с марта 1944 г. — старший помощник начальника разведотдела УПВ НКВД Молдавского округа.
- С 1 ноября 1946 г. — слушатель Военной академии им. М. В. Фрунзе, затем переведен в Военный институт МВД — МГБ СССР, который окончил в сентябре 1950 г. Затем занимал должности: Начальник штаба 66-го Памирского ПОГО УПВ МГБ Среднеазиатского округа (4 ноября 1950 — декабрь 1952 г.); Начальник 66-го Памирского ПОГО УПВ МГБ Среднеазиатского округа (декабрь 1952 — март 1953 г.); Начальник 66-го Памирского ПОГО УПВ МВД Среднеазиатского (со 2 июня 1953 г. — Таджикского) округа (март 1953 — май 1955 г.); Заместитель начальника 1-го отдела штаба УПВ МВД Таджикского округа (май — август 1955 г.); Начальник штаба 123-го Липканского ПОГО УПВ МВД Юго-Западного округа (август 1955 — 12 мая 1956 г.); Начальник штаба 22-го Кишиневского ПОГО УПВ МВД Юго-Западного округа (май — декабрь 1956 г.); Начальник 7-го Карпатского ПОГО УПВ МВД Юго-Западного округа (15 декабря 1956 — 2 апреля 1957 г.); Начальник 7-го Карпатского ПОГО УПВ КГБ Юго-Западного округа (2 апреля — 14 октября 1957 г.); 1-й заместитель начальника УПВ КГБ Прибалтийского округа — начальник штаба (14 октября 1957 — 18 февраля 1960 г.); 1-й заместитель начальника УПВ КГБ Ленинградского округа — начальник штаба (18 февраля 1960 — 18 февраля 1963 г.); 1-й заместитель начальника войск Среднеазиатского пограничного округа КГБ — начальник штаба (март 1963 — 18 апреля 1967 г.); Начальник войск Забайкальского пограничного округа КГБ (март 1967 — январь 1972 г.); Начальник войск Краснознаменного Западного пограничного округа КГБ (7 января 1972 — декабрь 1980 г.); С января 1981 г. находился на излечении в госпитале. 6 июля 1981 г. уволен в запас КГБ СССР.
- Звания: Красноармеец (1935 г.); Лейтенант (29 июня 1937 г.); Старший лейтенант (2 декабря 1941 г.); Капитан (15 мая 1942 г.); Майор (1943 или 1944 г.); Подполковник (март 1950 г.); Полковник (6 ноября 1953 г.); Генерал-майор (27 мая 1963 г.); Генерал-лейтенант (май 1970 г.); Награды: ордена Красного Знамени (ноябрь 1968 г.), Отечественной войны I степени, «За службу Родине в Вооруженных Силах СССР» III степени (1975 г.), 3 ордена Красной Звезды (7 августа 1942 г., 1952 г.), нагрудный знак «Почетный сотрудник госбезопасности» (1966 г.), 17 медалей, в том числе 3 медали «За отличие в охране государственной границы СССР». Иностранные награды: 11 медалей.

## Религия
- Троицкая церковь.